# Helicopsyche molesta
Helicopsyche molesta is een schietmot uit de familie Helicopsychidae. De soort komt voor in het Neotropisch gebied.